# Seelenluft
Seelenluft (* 8. Juli 1971 als Beat Solèr in Wil SG) ist ein Schweizer Musiker. Er ist bekannt als Produzent elektronischer Musik und ist in verschiedenen Musikstilen zuhause.

## Laufbahn
Beat Solèr begann seine musikalische Laufbahn als Gitarrist im Alter von sieben Jahren. Von 1986 bis 1992 spielte er Gitarre in diversen New-Wave- und Indie-Bands wie The Nightmare, Hamlets Fish oder Neros Dinner, war Mitglied der Künstlergruppe Halle K und besuchte die Jazzschule St. Gallen. Von 1987 bis 1991 studierte er Grafik-Design. Sein erstes Solo-Album unter dem Namen Seelenluft the flame of acapulco erschien 1991 in Form einer kleinen Auflage von Audiokassetten im Selbstverlag und wurde mit Hilfe von Drumcomputern, Synthesizern, Gitarre, Bass und seiner eigenen Stimme erstellt. Kopien dieser Kassette sind extrem rar.
1992 verschlug es Beat Solèr nach Zürich. Im Laufe der darauffolgenden Jahre zog es ihn immer mehr zur elektronischen Musik, und er veröffentlichte schliesslich 1996 sein erstes offizielles Album "Bellatrax" auf dem dänischen Label Hypnotic Records. Das Album war stark geprägt von der damaligen Drum-and-Bass-Welle, enthielt aber auch Easy-Listening-Elemente, Tierstimmen oder Gitarrensolos.
Im Jahr 2000 erschien das Album the rise and fall of silvercity-bob auf dem Wiener Label Klein Records. Das Album war eine Collage von Samples seiner 40er-bis-60er-Jahre-Plattensammlung, angereichert mit elektronischen Beats und Synthesizer-Elementen. 2001 erschien das Album Synchronschwimmer-EP, Silvercity-Bob meets Acapulco 11. Dieses Album war die Auftragsmusik für das Synchronschwimmerprojekt Acapulco 11, das 2001 im See von Zürich dreimal aufgeführt wurde. Christian Candid von Klein Records hörte die Musik und entschied, ein Album auf seinem Label daraus zu machen. Das Album klang nach Nu Jazz gepaart mit cineastischen Elementen im Stile der von Synchronschwimmen und Synchronchoreografie geprägten Filme der 1930er Jahre von Busby Berkeley. Das Album fand weltweit in der NuJazz-Szene grossen Anklang.
2002 erschien das Album out of the woods, welches Beat Solèr in Los Angeles produzierte. Die nun Electro-Pop-lastigen Lieder enthielten zum ersten Mal Songstrukturen. Gesungen wurde das Album von üblicherweise nicht singenden Leuten, die Beat Solèr auf der Strasse in seinem damaligen Wohnsitz Los Angeles aufgegabelt hatte, wie zum Beispiel Lara Stuart, die nur für ein Lied ("Aircondition") zur Sängerin wurde, ein fanatischer Pfarrer, den Beat mit seinem MiniDisc über sein Autoradio aufgenommen hatte oder den zwölfjährigen Michael Smith aus dem Gangsterviertel Compton. Letzterer sang dann auch Manila, welches die erste Auskopplung des Albums war. Manila wurde über Nacht zum Hit und landete in den offiziellen englischen und australischen Charts. Zudem schaffte es der Song in Frankreich, Deutschland und Österreich auf Platz 1 der Clubcharts.
Nach diesem Erfolg tourte Seelenluft als DJ oder Liveact um die Welt und produzierte viele Remixes für Künstler wie Stefan Eicher/Grauzone, Moonbootica, Tipsy, Waldorf etc. 2003 erschien sein viertes Album für Klein Records, the way we go. Dieses Album war seine bisher kommerziellste Arbeit, gesungen wurde von Olivera Stanimirov und für I can see clearly now Altstar Jim Reid von the Jesus and Mary Chain. Die Singles wurden geremixt von Produzenten wie Joakim, Tiga oder M.A.N.D.Y. Für dieses Album stellte er eine Liveband zusammen, die 2005 europaweit auf Tour war. Nebenbei arbeitete er als Produzent für die Stereo MCs.

## Leben
Neben seiner Karriere als Seelenluft arbeitete Beat Solèr an Film-, Theater- oder Werbemusiken. Für 10 Jahre betrieb er sein eigenes Grafikatelier soler-international.com in Zürich, wo er Grafik für die Clubszene und auch ca. 15 eigene Low-Budget-Videoclips im Alleingang verwirklichte. Nebenbei arbeitete er als ArtDirector auf freelancebasis in Zürichs Werbeagenturen.
Seit 2004 lebt und arbeitet er zwischen Zürich und Berlin.

## Diskografie
- The flame of Acapulco (1991)
- Bellatrax (1997)
- The Rise and Fall of Silvercity Bob (2000)
- Synchronswimmer (2001)
- Out of the Woods (2002)
- Way We Go (2004)
- Birds And Plants And Rocks And Things (2008)

## Filmmusik
- 2010: Being Azem
- 2011: Dating Lanzelot
- 2013: Christine. Perfekt war gestern! (Fernsehserie, 2 Folgen)
- 2014: Therapie für einen Vampir (Der Vampir auf der Couch)
- 2015: Tatort: Schutzlos
- 2017: Der Mann aus dem Eis
- 2020: Bis wir tot sind oder frei
- 2022: Wendehammer (Fernsehserie, 6 Folgen)
- 2023: Das bleibt unter uns
- 2024: Familie is nich